# برباريس لبناني
برباريس لبناني (الاسم العلمي:Berberis libanotica) هو نوع من النباتات يتبع جنس البرباريس من الفصيلة البرباريسية.

## الإزهار
مايو – يونيو

## الموطن
الجبال

## الانتشار
الجبل الأوسط، والمنحدر الشرقي، وحرمون.

## المنطقة الجغرافية
سوريا ولبنان